# Hvězdárna v Rokycanech a Plzni
Hvězdárna v Rokycanech a Plzni, příspěvková organizace je odborná a vzdělávací příspěvková organizace Plzeňského kraje, která provozuje hvězdárny v Rokycanech a Plzni.

## Historie
Hvězdárna v Rokycanech vznikla v roce 1948, ve druhé polovině 50. let 20. století pak byla vybudována v sousedství původní budovy nová hvězdárna, sloužící od roku 1961 dosud. V letech 2012–2016 byla pod názvem Hvězdárna v Rokycanech příspěvkovou organizací Plzeňského kraje.
V roce 2016 byla v Plzni zrušena městská organizace Hvězdárna a planetárium Plzeň. Krajská rokycanská hvězdárna převzala pracoviště v Plzni a od 1. července 2016 změnila název na Hvězdárna v Rokycanech a Plzni. Od počátku roku 2017 provozuje také mobilní digitální planetárium.

## Činnost
Zabývá se především popularizací astronomie a příbuzných oborů, například kosmonautiky. Pro veřejnost pravidelně pořádá přednášky, pozorování oblohy a další akce. Zájemci mají možnost navštěvovat kurzy, kroužky a účastnit se pozorovacích víkendů na hvězdárně, či letního astronomického praktika - Expedice v areálu bývalého fotbalového hřiště západně od osady Bažantnice u Dražně (od roku 2000). Hvězdárna disponuje zrcadlovým dalekohledem o průměru 507 mm, který slouží jak pro odborné pozorování, tak i pro návštěvníky. Pro školy i veřejnost slouží mobilní digitální planetárium, které je možné instalovat v tělocvičnách škol a dalších podobných prostorech. Hvězdárna se každoročně účastní akcí typu Dny vědy a techniky, Noc vědců nebo veletrhu cestovního ruchu Plzeňského kraje - ITEP.